# Нойхоф (Фульда)
Но́йхоф (нем. Neuhof) — община в Германии, в земле Гессен. Подчиняется административному округу Кассель. Входит в состав района Фульда. Население составляет 10 880 человек (на 31 декабря 2010 года). Занимает площадь 90,28 км².
Община подразделяется на 8 сельских округов.